# سازمان حمایت مصرف‌کنندگان و تولیدکنندگان
سازمان حمایت مصرف‌کنندگان و تولیدکنندگان سازمان دولتی زیرمجموعهٔ وزارت صنعت، معدن و تجارت است که در سال ۱۳۵۸ از ادغام مرکز بررسی قیمتها و صندوق حمایت مصرف‌کنندگان به وجود آمد و اساسنامه آن به تصویب شورای انقلاب رسید. در سال ۱۳۸۴ با مصوبهٔ ۸۵۰۸۱/ ۱۹۰۱ شورای‌عالی اداری به تاریخ ۱۲ مرداد ۱۳۸۴ همهٔ وظایف و اختیارات سازمان بازرسی و نظارت بر قیمت و توزیع کالا و خدمات به سازمان حمایت رسید.

## تاریخچه

### تشکیل
در تیر ۱۳۵۴ برای وارسی بهای تولیدهای درونی و کالاهای وارداتی خدمت‌رسانی و جلوگیری از تورم مرکز بررسی قیمت‌ها تشکیل شد. همان ماه صندوق حمایت مصرف‌کنندگان نیز شکل گرفت.
سال ۱۳۵۸ نهادها ادغام شد و شورای انقلاب اساس‌نامهٔ سامان حمایت را تصویب کرد. سازمان شرکت سهامی وابسته به وزارت بازرگانی بود.

### گسترش دایره
درسال۱۳۸۴ با مصوبهٔ ۸۵۰۸۱/ ۱۹۰۱ شورای‌عالی اداری به تاریخ ۱۲ مرداد ۱۳۸۴ همهٔ وظیفه‌ها و اختیارات سازمان بازرسی و نظارت بر قیمت و توزیع کالا و خدمات به سازمان حمایت رسید.